# 科年莱戈尔日
科年莱戈尔日（法語：Cognin-les-Gorges，法語發音：[kɔɡnɛ̃ le ɡɔʁʒ]）是法国伊泽尔省的一个市镇，位于该省中西部，属于格勒诺布尔区。

## 地理
科年莱戈尔日（45°10'15"N, 5°24'42"E）面积12.52 平方千米，位于法国奥弗涅-罗讷-阿尔卑斯大区伊泽尔省，该省份为法国东南部内陆省份，北起顺时针与安省、萨瓦省、上阿尔卑斯省、德龙省、阿尔代什省、卢瓦尔省和罗讷省。
与科年莱戈尔日接壤的市镇（或旧市镇、城区）包括：维奈、博略、伊泽龙、韦尔科尔地区马勒瓦、罗翁。

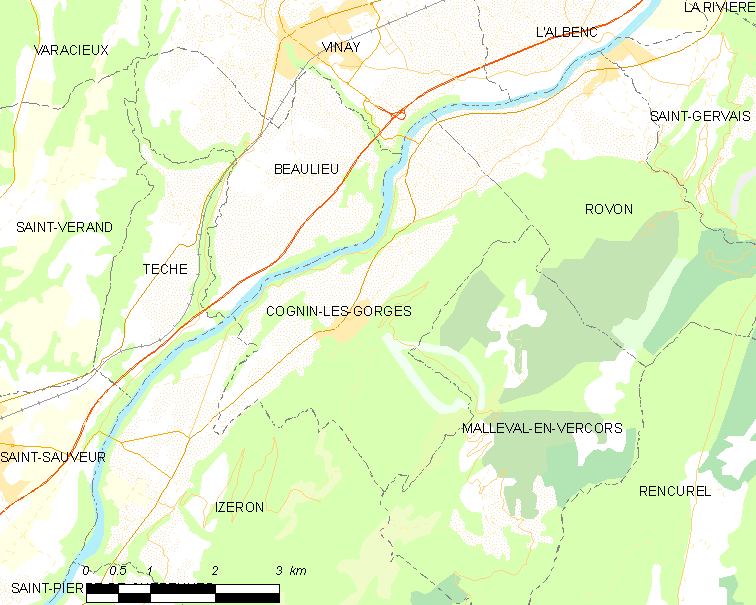
科年莱戈尔日的OSM定位图

科年莱戈尔日的时区为UTC+01:00、UTC+02:00（夏令时）。

## 行政
科年莱戈尔日的邮政编码为38470，INSEE市镇编码为38117。

## 政治
科年莱戈尔日所属的省级选区为南格雷西沃当县。

## 人口

1962-2008年间科年莱戈尔日人口变化图示

科年莱戈尔日于2022年1月1日时的人口数量为619人。